# Bienal dos Piores Poemas
A Bienal das Piores Poemas, também conhecida como BPP, é um evento literário independente criado pelo Grupo Oficcina Multimédia, em Belo Horizonte, no ano de 1998, com o objetivo de abordar a arte da escrita, sob uma ótica lúdica e divertida. A intenção foi abrir espaço para a participação de interessados em arriscar e investir no gesto da escrita, livres de qualquer vínculo com currículos, e demais burocracias.

## Princípio Norteador
"Um lápis na mão e uma ideia ruim na cabeça". A intenção do evento não é apenas questionar o que é um bom ou um mau poema mas sim prestar homenagem a todas as manifestações humanas que tentam, de alguma forma lidar com o inexplicável, o indizível, o impalpável e com a necessidade e curiosidade do ser humano de buscar respostas para suas dúvidas.[carece de fontes?]
Em todas as edições um brado se repete entre os participantes: Au! Au! Au! Viva a Bienal!

## Origem
A Bienal dos Piores Poemas promovida pelo Grupo Oficcina Multimédia, criada no ano de 1998, surgiu como réplica bem humorada à 1ª e única Bienal Internacional de Poesia, realizada em Belo Horizonte naquele ano.
“Eu acredito em um modelo de evento experimental e inovador como foi a Bienal de Poesia em 1998, que teve apenas uma edição e trouxe grandes nomes para BH, gerando espaço fértil de discussões, poderia ser um contraponto ao modelo estritamente comercial das feiras de hoje”, diz Fabrício Marques.

## Caráter democrático de participação
A definição do que seria um poema ruim sempre foi discutida e questionada porque, o desafio é fazer um bom poema ruim e isto não é fácil. Por outro lado, a proposta encoraja a participação do público porque, não ser premiado numa bienal desta categoria nunca incomoda ninguém, mas curiosamente, todos os premiados sempre ficam muito felizes com esta possibilidade de vitória e comemoram o prêmio como uma grande conquista.
A única regra está relacionada ao prazo de entrega e a forma da inscrição que sempre é feita através de um pseudônimo. Isto abre espaço para que todos possam se inscrever, não importando a idade ou nível de instrução, mas incluindo nesta proposta a abertura para aqueles com mais experiência, que se inscrevem, interessados em escrever um poema ruim. Atualmente as inscrições são feitas apenas pela internet, mas até a 8ª edição alguns poemas também chegavam pelos Correios. A BPP é democrática, pois abre espaço para todos os interessados em poesia.

## Discursos permanentes de abertura e de encerramento
Impreterivelmente em todas as edições da BPP são lidos os discursos permanentes de abertura e de encerramento. Esta repetição ironiza a formalidade que costuma caracterizar os discursos de eventos oficiais, uma vez que estes mantém um formato convencional, sem apresentar qualquer novidade.

## Banca Avaliadora
```
Uma banca avaliadora, diferente a cada edição, composta por literatos de BH, é formada para escolher os "melhores dos piores". Sem receber qualquer ajuda de custo, eles aceitam o convite pela diversão, apostando nessa boa ideia.
```

Abaixo uma lista de personalidades das artes e das letras de Belo Horizonte que já integraram a banca avaliadora da Bienal dos Piores Poemas:
BPP 1 - Mônica Medeiros, Mário Henrique Pazzine Couto, Amauri de Paula Conceição Vieira, Marcelo Chiaretto, Paula Farah, Binho
BPP 2 - Adyr Assunção, Tarcísio Ramos Homem, Augusto Castro (Augustão), Mônica Medeiros Ribeiro, Rogério Vasconcelos 
BPP 3 - Ricardo Aleixo, Marcelo Dolabela (Criadores da 1ª Bienal Internacional de Poesia de BH), Anelito de Oliviera, Teodoro Rennó Assunção
BPP 5 - Maria Esther Maciel, Lucia Castello Branco, Jacyntho José Lins Brandão
BPP4 - Edson Santos de Oliveira, Wagner José Moreira, Rogério Barbosa da Silva, Carlos Versiani dos Anjos
BPP 6 - Nilcéa Moraleida, Heloisa Greco (Bizoca), Inez Lemos, Sérgio Laia, Vera Casa Nova
BPP7 - Lyslei Nascimento, Marcos Alexandre, Sergei Chiodi
BPP 8 - Sávio Leite, Sérgio Fantini, Bya Braga
BPP 9 - Marina Viana, Vinícius Souza, Rogério Coelho
BPP 10 - Wagner Tameirão, Letícia Féres

## Ata da comissão de avaliação
Ata da comissão de avaliação da BPP 9
Difícil escrever poema pior. Fácil é escrever poema ruim. Poema sem caráter é fácil, difícil é ter caratê no poema, e se tiver ele será primorosamente ruim! Estarão fadados à ruindade poemas que contenham palavras prontas a extrapolar dimensões. Nem Stephen Hawking com suas 11 dimensões consegue ser banal, quem dirá nós pobres mortais tentando ruimar, mar com amar. Palavras grandes como incomensurável, Grandessíssimo, tudo, nada, amor; também as pequeníssimas, como irrisório, ícula, ículo, inho, inha, unha são consideradas explosivas num texto ruim, o que pode ser bom.
Se você nunca escreveu um poema, e se um dia decidir escrever um, ele falará de... Isso mesmo, o tema será esse!
Amor: o tema mais melancólico do mundo. aprendi a falar de amor sem ser piegas, pedante, pedinte, perigoso, precavido, prevaricativo, preferencial, prioritário, preso, parcial. Aprendi que o amor deve ter origem não platônica da imagem do(a) amado(a); que ele deve ser endereçado a si mesmo. Por mais, à sua árvore genealógica. Tem lógica nenhuma isso! Por isso fiz um poema de amor, porque se eu decidisse escrever um poema ruim para a BPP9, eu escreveria esse:
o eu amor, dos meus eus
Selneto
Selpai
Selfí te ama!
Grande abraço.
Rogério Coelho, Marina Viana e Vinícius Souza - Banca da BPP9
*********
Ata da comissão de avaliação da BPP 8
Nós, comissão julgadora da oitava edição da Bienal dos Piores Poemas - PET, reunidos no dia 12 de dezembro de 2012, após exaustivas deliberações e dezenas de cafés e quilos de biscoitos doce e de polvilho, chegamos ao resultado que se torna conhecido agora.
Antes de tecermos breves considerações sobre o processo de escolha, queremos parabenizar a coordenação do certame pela lisura e bom humor na condução dos trabalhos. Reiteramos publicamente nosso agradecimento pela oportunidade de participar em seleção de tão precioso material, sobre o qual podemos dizer:
os 61 trabalhos apresentados são de altíssimo nível inferior. Como sói acontecer, alguns candidatos erraram a mão e quase fizeram boa poesia. Por pouco não foram indicados a prêmios correlatos, porém tradicionais, que incentivam a competição pela soberba de serem definidos como os melhores;
a variedade de estilos e formatos deu clara ideia da competência poética que grassa no município (quiçá no estado e no país): hai-kais, sonetos, quadras, prosa poética, poemas longos, concretos, dísticos e tanto quanto é possível modelar a língua para se chegar a resultados assim interessantes;
como em todo conjunto de boa literatura, o humor esteve em destaque, mas há momentos de profunda reflexão e até mesmo de sentimentalismo (barato, conforme se espera da prova);
poetas brasileiros, para ficarmos apenas em nossas águas, se refletiram nos trabalhos apresentados: há leitores de João Cabral, Oswald, Décio Pignatari, Drummond, nosso cânone, enfim, bem como de portas de banheiro e Jornal do Ônibus.
Para finalizar, depomos aqui que a tarefa foi árdua, não tanto por sua extensão, mas pela necessária inversão de valores a que fomos obrigados a nos submeter, pois sair da zona de conforto de buscar, como sempre nos foi ensinado, "o melhor", para achar no pior os seus melhores, transformou cada um de nós três, que tivemos o privilégio de conhecer este material inédito, em novas pessoas, mais iluminadas, sensatas e humildes: decidimos nunca mais escrever poesia.
14 de dezembro de 2012.

Sérgio Fantini, Bya Braga e Sávio Leite - Banca da BPP8
*********

## Alguns exemplos de piores poemas vencedores das BPPs
BPP 1
SER OU NÃO SER? EIS A QUESTÃO!
Sar aa nãa sar? Eis a questão! 
Ser ee nẽe ser? Eis a questão!
Sir ii nĩi sir? Eis a questão! 
Sor oo nõo sor? Eis a questão!
Sur uu nũu sur? Eis a questão!
Anônimo
**************
QUE É ISSO?
O Que é isso?
Isso.
O que não é isso?
Isso Também.
Então é isso.
Escriba
**************
POEMA ROMÂNTICO
Vovô viu a uva
A uva não viu vovô
Vovô enviuvô.
Peninha
**********
POEMA POLÍTICO
Eu prometo
Eu prometo
Eu prometo
Um corneto
Araponga
**********
POEMA FILOSÓFICO
O que é isso?
Isso.
O que não é isso?
Isso também.
Então é isso.
Escriba
*************
POEMA ERÓTICO
Por nô 
Ou por ná?
That’s the question
Sheik-Espirro
*************
POEMA BUCÓLICO
Zum zum zum
As abelhas voam
Para o céu azul
osvaldo. a
************
SEM TÍTULO
Tudo já foi dito
Mas como não acredito
Deixo o dito
Pelo não dito
E se você quiser eu repito
Renato
************
BPP 2
SABOR - Categoria Romântico
"Morango maduro/ morango maduro/ não manga de mim/ Espera aí/ Quiuinstante não d’amora/ Vem cajá/ Melãobuza agora/ Que eu relanceio por um beijo seu/ Amarmelada, maçã do amor/ Pequi Umbucado/ e vem cáqui o meu coração/ Pulsaporti/ jatobacana, bombocado de pecado."
Jacira Rodrigues
************
Eununco
Eu num copulo
Eu nunca pulo
Eunuco pula
Clark
************
BPP 3
Hai kaldo - Primeiro Lugar - Leão de Ouro
o mar me convida a entrar...
o mar me expulsa de lá!
coisa mar mal educada.
Carlos Cleveland
(Pseudônimo do poeta mineiro Renato Negrão*)
*Hai kaldo e outros poemas de autoria de Renato Negrão, concorrentes na BPP3, foram publicados em seu livro "Os dois primeiros e um vago lote", pela Selo Editorial, Belo Horizonte, 2004
*************
SEM TÍTULO - Vencedor do prêmio do júri popular
Mi Au Mi Au
Ai meu Deus!
Que crise existencial!
Sou um gato ou um cachorro? 
Mi Au Mi Au
Me Au Auuuuuu
Denise Lopes
****************
CINDERELA
Todo o dia ela faz
Tudo sempre igual
De manhã academia
À noite novela
De manhã academia
À noite novela
De manhã academia
À noite novela
De manhã academia
À tarde
Um empreguinho de meio horário
Só para distrair
Enquanto espera.
Maria Adelaide
****************
BPP 7
SEM TÍTULO - Prêmio Hors-Concours
minas gerais
estou sem poesia
que seja digna
de suas ondas
seus mares de morros
suas meias laranjas
minas gerais
estou sem poesia
que seja digna
de seus trotões
seus cascos
cravados na terra
seus matos-espaços
morcegos-cavernas
minas gerais
estou sem poesia
que aporte
ou que fuja
que voe
ou ancore
nenhuma palavra
é capaz de imitar
o ocaso laranja
rasgando as saudades
Ana F.
**************
BPP 9
SELF NATALINO
Ho! Ho! Ho!
Disse o Papai Noel,
antes de abrir o seu
próprio presente de natal
Klaus
**************

## Categorias de premiações
Sempre são definidos pelo menos 3 primeiros lugares, menções honrosas e poemas hors-concours. 
No evento de entrega dos prêmios, o público é convidado a escrever poemas na hora e submetê-lo ao júri popular. 
A cada evento são definidos os nomes dos troféus de acordo com a temática da edição daquele ano. 
BPP 1 - Troféus e medalhas de honra ao mérito para as menções honrosas
BPP 2 - Troféus e medalhas de honra ao mérito para as menções honrosas
BPP 3 - Leão de Ouro, Leão de Prata e Leão de Bronze e medalhas de honra ao mérito para as menções honrosas 
BPP 4 - Anu de Ouro + 1 refeição grátis no restaurante La Greppia, Anu de Prata e Anu de Bronze / Ovo do Anu (Prêmio do Júri Popular) e medalhas de honra ao mérito para as menções honrosas
BPP 5 - Barbie de Ouro, Barbie de Prata e Barbie de Bronze e medalhas de honra ao mérito para as menções honrosas 
BPP 6 - Sutiã de Ouro, Bolsa Prada de Prata, Sapato de Bronze e medalhas de honra ao mérito para as menções honrosas
BPP 7 - 1 frasco de 750 ml de Banho Anakanan para Descarrego e Limpeza
e o prêmio Golden Angel - escultura de plástico de anjo pintado de ouro (1º Lugar), Caveira Cantante (2º Lugar), Ferradura da Sorte (3º Lugar) e medalhas de honra ao mérito para as menções honrosas 
BPP 9 - Espelho de Ouro (1º Lugar), Espelho de Prata (2º Lugar) e Espelho de Bronze (3º Lugar) e Espelhinhos de bolso para as 10 menções honrosas 
BPP 10 - Pela primeira vez na história, a BPP deu prêmios em dinheiro 
1º Lugar = 100 golpinhos (equivalente a R$ 100,00)
2º Lugar = 50 golpinhos (equivalente a R$ 50,00)
3º Lugar = 25 golpinhos (equivalente a R$ 25,00)

## Edições Realizadas
Para cada edição da Bienal, um tema diferente era escolhido para nortear a feitura dos poemas e definir os premiados. A Bienal dos Piores Poemas foi realizada em edições regulares a cada dois anos entre os anos de 1998 e 2016 e nunca contou com patrocínios de editais ou leis de incentivo à cultura. A cada edição a BPP confirmou sua integração no panorama cultural de BH sempre incentivando a participação democrática de todos aqueles que se dispuseram a arriscar nessa área da criação e apostaram neste investimento
| Ano  | Título | Tema | Local de realização | Notas |
| ---- | ------ | --- | --- | --- |
| 1998 | BPP1   | Uma réplica bem humorada à 1ª Bienal Internacional de Poesia de Belo Horizonte                                      | Zona Leste - Galpão do Grupo Oficcina Multimédia                                                                                   | Posteriormente, Ricardo Aleixo e Marcelo Dolabela, dois dos organizadores e curadores da 1ª Bienal Internacional de Poesia de Belo Horizonte, compreenderam o humor da BPP e participaram da banca avaliadora da BPP 3, em 2002, que homenageou o poeta beatnik Paulo Leão. |
| 2000 | BPP 2  | "Distraídos venceremos" e "Um lápis na mão e uma ideia ruim na cabeça" - Homenagem a Glauber Rocha e Paulo Leminski | Teatro Marília e Zona Leste - Galpão do Grupo Oficcina Multimédia                                                                  | Essa edição foi realizada em 2 dias. No primeiro dia, foi apresentado o espetáculo IN-Digestão do Grupo Oficcina Multimédia no Teatro Marília. Diversos artistas convidados fizeram performances e instalações de poemas-objetos. Alguns poemas foram lidos no palco. No segundo dia, a entrega de prêmios aconteceu no galpão do Grupo Oficcina Multimédia com mais poemas sendo lidos ao vivo. |
| 2002 | BPP 3  | Ah! O mar! | Clube dos Sargentos da Polícia Militar, um salão de eventos que fica no 2º andar do 1º Batalhão da Polícia Militar de Minas Gerais | Homenagem ao poeta underground Paulo Leão Nesse ano a realização do evento da Bienal foi uma confusão. Para a BPP 3 foi realizado o curta-metragem "Um mineiro no Rio de Janeiro", mas devido à falta de luz momentânea, o projetor de vídeo falhou e não foi possível exibi-lo. O documentário de Túlio Travaglia, "Paulo Leão, um poeta beat", que estava programado para o evento, também não foi projetado. Talvez o espírito rebelde do poeta Leão estivesse por trás dessa bagunça. Como lembra Luciano Nunes, em seu blog, "Um dos momentos mais marcantes desta lenda, [Paulo Leão, foi quando, convidaram-no para participar da Bienal Internacional de Poesia, realizada no Espaço Unibanco Belas Artes, em Belo Horizonte e recitou (resmungou embriagado), sua poesia “A Noite dos Donos”: “(...) eu quero que os urubus piquem meu pênis passivo...” Enquanto apresentava sua performance poética retirando seu pênis e batendo-o sobre a mesa, a plateia (mais conservadora) ficou estática, petrificada. E logo após o término da apresentação, esvaiu-se retrucando ultrajes incompreensíveis. |
| 2004 | BPP 4  | Transcriando Clássicos                                                                                              | Centro de Cultura Belo Horizonte                                                                                                   | Homenagem ao poema "O anu" de Carlos Versiani, a partir do poema "O corvo de Edgar Alan Poe". Nesse ano foi realizado o documentário "Minas, sem vergonha" sobre o que seria a Bienal dos Piores Poemas no imaginário popular |
| 2006 | BPP 5  | Edição Especial Celebridades                                                                                        | Stonehenge Rock Bar | Contou com a participação da Banda Nem Secos. |
| 2008 | BPP 6  | A mulher fala | Museu Inimá de Paula | Homenagem a Simone de Beauvoir Para essa BPP, foi criado o mocumentário " A Bienal é SEN-SA-CI-O-NAL" no qual o ator Jonnatha Horta Fortes, interpretou o personagem fictício Paul Gerty, um artista de Nova York convidado a comentar sobre a a BPP VI. |
| 2010 | BPP 7  | Bienal Sobrenatural                                                                                                 | Teatro Dom Silvério | Além da entrega de prêmios no palco, no foyer do teatro, personagens místicos, como cigana, vidente árabe e faquir apresentaram performances interativas, nas quais liam profecias em borras de café, faziam vodu ou revelavam mensagens e presságios para o público presente. |
| 2012 | BPP 8  | BPPET - Faça um poema para o seu bicho                                                                              | Casa Una | Nessa edição foi realizado também o concurso de fotografia "Eu Amo o meu animal", um concurso online, que elegeria, através de likes no facebook, a melhor foto de pet. |
| 2014 | BPP 9  | Eu poético - Faça um poema para si mesmo                                                                            | Zona Grão Mogol - Galpão do Grupo Oficcina Multimédia                                                                              | Daniel Iglesias do Coletivo Erro 99, ministrou uma oficina-relâmpago sobre o "Selfie" na fotografia Nessa edição foi realizado também o concurso de fotografia Selfie "EU ME AMO" |
| 2016 | BPP 10 | Os vilões - O bem e o mal, é tudo igual?                                                                            | Zona Grão Mogol - Galpão do Grupo Oficcina Multimédia                                                                              | Uma atração regular da festa de premiação da Bienal dos Piores Poemas é o "Varal de poesias", momento do evento em que o público é convidado a escrever e recitar os seus poemas feitos na hora e submetê-lo ao júri popular. Este sempre é um momento meio esvaziado, talvez pela timidez ou falta de iniciativa do público, mas, nessa edição em especial, o Varal de poesias acabou se tornando a atração principal do dia, gerando até pequenas disputas entre os "piores poetas" presentes na BPP10. |